# Маріно Ріккарді
Маріно Ріккарді (італ. Marino Riccardi; нар. 9 липня 1958, Сан-Марино) — лівий політичний діяч Сан-Марино, тричі капітан-регент Сан-Марино з 1 жовтня 1991 року по 1 квітня 1992 року, з 1 квітня по 1 жовтня 2004 року і з 1 жовтня 2016 року.

## Біографія
Народився в липні 1958 року в Республіці Сан-Марино. Є бухгалтером за професією.
Був одним з організаторів у 2005 році нової партії соціалістів і демократів. У вересні 2015 року він втретє обійняв посаду капітана-регента спільно з Фабіо Берарді (з 1 жовтня 2016 року до 1 квітня 2017 року).